# Nanda Devi
Nanda Devi (tiếng Hindi: नन्दा देवी पर्वत) là ngọn núi cao thứ hai tại Ấn Độ (sau núi Pakistan-Kashmir). Đây là một phần của dãy núi hùng vĩ Himalaya, thuộc tiểu bang Uttarakhand, gần đó là thung lũng Rishiganga về phía Tây và thung lũng Goriganga về phía Đông.

## Tự nhiên
Thực chất của núi Nanda Devi là hai đỉnh núi chạy theo hướng Đông - Tây là núi Nanda Devi Đông (cao 7.817 m) là đỉnh chính và Nanda Devi Tây. 
Xung quanh Nanda Devi là rất nhiều sông băng như là Rishi Uttari ở phía Bắc, Nanda Devi Glacier Dakkhni và Rishi Dakkhni ở Tây nam, phía Đông là Glacier Pachu; Nandaghunti và Lawan đổ về thung lũng Milam ở phía Đông; Phía Nam là Glacier Pindari đổ về sông Pindar. Về phía Nam của Nanda Devi Đông là đèo Longstaff Col là cửa ngõ ra vào của khu bảo tồn Nanda Devi.

## Lịch sử
Lịch sử khám phá khu bảo tồn này kéo dài trong suốt 50 năm lịch sử. Để vào được đây là phải trải qua những con vực sâu và hẹp rất nguy hiểm. Hugh Ruttledge là người đã thám hiểm Nanda Devi vào năm 1930 nhưng thất bại. Phải đến năm 1934, đoàn thám hiểm người Anh gồm có Eric Shipton, H.W. Tilman cùng ba người khác đã phát hiện ra cách trinh phục đỉnh núi này bằng con đường qua hẻm núi Rishi Gorge. Đây là một chuyến trinh phục rất đáng chú ý, tuy nó không phải là đỉnh núi cao nhất mà con người đã chinh phục bởi một đoàn thám hiểm người Anh đã chinh phục đỉnh Everest vào năm 1920 nhưng nó lại là một chuyến thám hiểm chỉ có bảy người, với rất ít đồ đạc, dụng cụ và không sử dụng dây cố định. Eric Shipton coi đây là "thành tích leo núi tốt nhất từng được thực hiện ở Himalaya". Nhưng đó chưa phải là nơi cao nhất của Nanda Devi bởi đoàn thám hiểm chỉ chinh phục được 6.200 m, chưa lên được đến đỉnh núi Nanda Devi Đông. Chuyến thám hiểm được đánh dấu như là lần đầu tiên đi vào khu bảo tồn Nanda Devi.
Năm 1939, đoàn thám hiểm Ba Lan do Adam Karpinski đi theo sườn núi phía Nam theo con đường ngọn đèo Longstaff Col. Đây chính là con đường an toàn nhất để leo lên đỉnh núi Nanda Devi.
Năm 1957, đoàn leo núi Ấn Độ đầu tiên chinh phục được Nanda Devi là Nandu Jayal. Tiếp đó, đến năm 1964 đoàn leo núi Ấn Độ do N. Kumar là đoàn leo núi thứ hai của Ấn Độ chinh phục được Nanda Devi theo con đường ở sườn dốc phía Nam.

## Hình thành
Trong những năm 70, ở Nanda Devi môi trường bị ảnh hưởng nghiêm trọng bởi rác thải, chăn thả gia súc và tình trạng phá rừng. Năm 1982, Ấn Độ đã hình thành Khu dự trữ sinh quyển Nanda Devi (bao gồm toàn bộ công viên quốc gia Nanda Devi) và sau đó 1 năm, con đường ra vào khu bảo tồn bị đóng cửa.
Năm 1988, Khu bảo tồn Nanda Devi được UNESCO công nhận là di sản thiên nhiên thế giới cùng với Vườn quốc gia thung lũng các loài hoa. Và đến nay, sau nhiều nỗ lực, tình trạng ô nhiễm ở Nanda Devi đã dần được giải quyết. Tuyến đường phía Nam vào khu bảo tồn đã được mở cửa để khách du lịch và đoàn thám hiểm khám phá thưởng ngoạn phong cảnh ngoạn mục pha trộn giữa rừng, núi tuyết, sông băng và những vực thẳm.

## Sách tham khảo
- Aitken, Bill. (reprinted 1994). The Nanda Devi Affair, Penguin Books India. ISBN 0-14-024045-4.
- Kohli, M.S. & Conboy, K. (2003). Spies in the Himalayas: Secret Missions and Perilous Climbs, University Press of Kansas. ISBN 0-7006-1223-8.
- Jose, Vinod (2010). River Deep, Mountain High, The Caravan Magazine.
- Roskelley,John. (2000). Nanda Devi: The Tragic Expedition, The Mountaineers Books. ISBN 0-89886-738-8 .
- Sanan, Deepak. (1995) Nandadevi – Restoring Glory – New Age International (Wiley Eastern Ltd), New Delhi. ISBN 81-224-0752-8.
- Shipton,E., Tilman,H.W. & Houston,C. (Reprinted 2000). Nanda Devi:Exploration and Ascent, The Mountaineers Books. ISBN 0-89886-721-5.
- Sircar, J. (1979) Himalayan Handbook, (private pub., Calcutta).
- Takeda, Peter. (2006) An Eye at the Top of the World: The Terrifying Legacy of the Cold War's Most Daring C.I.A. Operation, Thunder's Mouth Press. ISBN 1-56025-845-4.
- Thomson, Hugh (2004) Nanda Devi: A Journey to the Last Sanctuary, Weidenfeld & Nicolson ISBN 0-297-60753-7
- TILMAN, H. W., The Ascent of Nanda Devi, Cambridge University Press. 1937.
- Malhotra, Ashok (2011) Nude Besides the Lake, Createspace ISBN 978-1463529390